# 前179年
| 千纪： | 前1千纪 |
| 世纪： | 前3世纪 \| 前2世纪 \| 前1世纪                                                                                         |
| 年代： | 前200年代 \| 前190年代 \| 前180年代 \| 前170年代 \| 前160年代 \| 前150年代 \| 前140年代                               |
| 年份： | 前184年 \| 前183年 \| 前182年 \| 前181年 \| 前180年 \| 前179年 \| 前178年 \| 前177年 \| 前176年 \| 前175年 \| 前174年 |
| 纪年： | 西汉汉文帝前元元年 |

## 大事记
- 汉文帝任命陆贾再次出使南越国，南越国君主赵佗被再次说服，决定去除帝号归复汉朝，仍称“南越王”。
- 珀爾修斯繼任馬其頓王國國王。

## 出生
- 董仲舒
- 司馬相如
- 劉安

## 逝世
- 腓力五世，馬其頓王國國王。
- 任敖，西漢大臣，官至御史大夫。
- 劉襄，漢高祖劉邦之孫，齊悼惠王劉肥長子。